# アイドル (スウェーデン)
アイドル（Idol）はスウェーデンのTV4が放送していたアイドルシリーズのスウェーデン版。

## 概要
2004年9月13日に放送開始。放送時にはアイドル（西暦）が付く。決戦大会はユーロビジョンが開催されたストックホルム・グローブ・アリーナ。しかしTV4は2011年に終了。2012年からXファクターの放送がスタート。

## 歴代優勝者
- アイドル2004（シリーズ1）：ダニエル・リンドストローム
- アイドル2005（シリーズ2）：アグネス・カールソン
- アイドル2006（シリーズ3）：Markus Fagervall
- アイドル2007（シリーズ4）：マリー・ピカソ
- アイドル2008（シリーズ5）：ケヴィン・ボルグ
- アイドル2009（シリーズ6）：Erik Grönwall
- アイドル2010（シリーズ7）：ジェイ・スミス
- アイドル2011（シリーズ8）：アマンダ・フォンデル

## その他番組出身者
- ロリーン（第1シリーズ4位、ユーロビジョン2012優勝）

## 外部サイト
- Idol公式サイト